# Royaltys
Royaltys sind im Urheberrecht sämtliche Gebühreneinnahmen des geistigen Eigentümers aus der Verwertung seines Werks oder Rechts im Rahmen von Konzessionen, Lizenzen, Patenten, Warenzeichen oder Urheberrechten. Der Singular des Anglizismus lautet Royalty.

## Etymologie
Der Begriff stammt aus dem mittelalterlichen England, als an die englische Krone (eben die royalty) Gebühren für ihr (Land-)Eigentum (Regalien) in Form von Pachtzinsen durch die Pächter zu entrichten waren, sei es für die Nutzung in der Landwirtschaft oder den Abbau im Bergbau. 
Das Wort kommt etymologisch von dem altfranzösischen Wort für königliche Herrschaft roialte, hiervon in modernem Französisch royauté. Auch heute bezeichnet das englische Wort royalty weiterhin viel häufiger die Mitglieder königlicher und fürstlicher Familien und deren Status als die daraus hergeleiteten Bedeutungen Tantieme, Gewinnanteil, Lizenz(gebühr) bzw. Patentgebühr.

### "Royaltys" vs. "royalties"
Im Englischen lautet die orthographisch korrekte Form des Plurals royalties. Der Duden geht davon aus, dass es sich um ein Lehnwort handelt, und bildet daher den eingedeutschten Plural Royaltys. Teilweise wird aber auch im deutschsprachigen Raum die englische Schreibweise verwendet.

## Allgemeines
Der im Deutschen häufiger benutzte Begriff Tantiemen ist spezifischer, weil er vom Ergebnis, zum Beispiel vom Umsatzerlös, abhängige Zahlungen bezeichnet, während Royaltys auch andere Arten von Zahlungen (Einmalzahlungen, wiederkehrende Festbeträge wie Jahresgebühren u. Ä.) umfassen.

## Musikindustrie
Am Beispiel der Urheberrechte für Musik soll dies stellvertretend für die anderen Arten geistigen Eigentums erklärt werden. Der Komponist und Liedtexter kann sein Werk über einen Musikverlag bei einer hierfür vorgesehenen Verwertungsgesellschaft (zum Beispiel in Deutschland die GEMA) anmelden und schließt mit dieser einen Berechtigungsvertrag ab. Die GEMA registriert das Werk und verlangt auf gesetzlicher und satzungsmäßiger Grundlage von den späteren Nutzern des Werks (Tonträgerunternehmen, Rundfunk und Fernsehen, Kino, Veranstalter öffentlicher Aufführungen usw.) ein Nutzungsentgelt, das anhand eines komplexen Verteilerschlüssels über den zuständigen Musikverlag an den Komponisten abgeführt wird.
Diese Nutzungsentgelte werden als Tantiemen (oder ungenauer als Royaltys) bezeichnet. Wenn sie aus Sicht des Komponisten eine dauerhafte Einnahmequelle darstellen, spricht man von „Running Royaltys“. Die von den Verwertungsgesellschaften erhobenen Gebühren werden „mechanische Rechte“ (oder englisch Mechanicals) genannt. Insbesondere in der massenweise verbreiteten Pop-Musik können die Gebühren, etwa bei Millionensellern, eine beachtliche Größenordnung erreichen. Die Art und Weise, wie Royaltys erhoben werden, wird häufig durch individuelle Verträge geregelt. Lediglich bei künstlerischen Werken gibt es durch die Verwertungsgesellschaften und Verlage eine gewisse Einheitlichkeit.
In der Musikindustrie sind Royaltys der Sammelbegriff für eine Vielzahl von Tantiemen:
| Art                  | Entstehung                                           | Zahlungsempfänger    | Zahlungspflichtiger                    |
| -------------------- | ---------------------------------------------------- | -------------------- | -------------------------------------- |
| Künstler-Royaltys    | Verkauf von Tonträgern                               | Künstler             | Tonträgerunternehmen                   |
| Mechanische Royaltys | öffentliche Aufführung des Musikwerks (etwa Airplay) | Musikverlag, Urheber | Verwertungsgesellschaft                |
| Mastertape-Royaltys  | Verkauf von Tonträgern                               | Musikproduzent       | Lizenznehmer des Tonträgerunternehmens |